# Adobe Director
Adobe Director (ursprungligen Macromedia Director) var en programvara för att skapa multimedia i Shockwave. Adobe köpte Macromedia 2005 och bytte namn på programvaran till Adobe Director. Programvaran lades ner 1 februari 2017.